# Sahara (formație)
Sahara a fost o formație de muzică dance și balcanică formată din solistul român Costi Ioniță și solista bulgăroaică Andrea.

## Biografie
Formația a luat naștere pe 28 iulie 2008, odată cu lansarea hitului Samo Moi, urmat în 2009 de melodia Tyalee. Prin toamna lui 2009, Sahara colaborează cu Geo Da Silva pentru hitul Bellezza. În vara lui 2010, formația a colaborat cu Shaggy și Bob Sinclar la hitul I wanna, și cu Mario Winans la super-hitul Mine. În 2011 Sahara colaborează din nou cu Shaggy la piesa Champagne care este foarte ascultată și are 2 variante: cea originală și varianta balcanică. În vara lui 2011, Costi Ioniță descoperă și adoptă stilul muzicii 3D. Astfel iau naștere melodiile Rock Ur Body și I wonder why. Pe 6 octombrie 2011 Sahara și Shaggy au făcut un show incendiar în Belgia la Carre.

## Melodii
- Tyalee(2009)
- Uptotebrena(Cine iubește nu moare-2009)
- Belleza(2009)
- I wanna(2010)
- Neblagodaren(Eu îți dau dragostea din mine-2010)
- Mine(2010)
- Champagne(2011)
- Rock Ur Body(2011)
- I Wonder Why(2011)